# カム・ソフトリー・トゥ・ミー
「カム・ソフトリー・トゥ・ミー」（原題： Come Softly to Me、発売当時の邦題は「やさしくしてね」）は、男一人、女二人から成るボーカル・グループ、フリートウッズが1959年に発表したデビュー曲。

## 概要
グレッチェン・クリストファー、バーバラ・エリス、ゲイリー・トロクセルのメンバー3人によって書かれた本作品はメンバーの家でアカペラで録音された。グループはそのテープをロサンゼルスに送り、そこで若干の楽器演奏がオーバーダビングされた。ボニー・ギターによるアコースティック・ギターもその際に加えられた。
オリジナル・タイトルは「Come Softly」だったが「Come Softly to Me」に変えて発売された。制作元のドルフィン・レコードのボブ・ライズドーフがそのタイトルをきわどく感じたためである。なお「Come Softly to Me」というフレーズは歌詞に一度も出て来ない。
1959年2月16日、グループのデビュー・シングルとして発表された。B面は「I Care So Much」。同年4月18日から5月9日にかけて4週連続でビルボード・Hot 100で1位を記録し、ゴールドディスクに輝いた。カナダでは1位、イギリスでは6位を記録した。
ボブ・ウェルチ（1979年、クリスティン・マクヴィーがバッキング・ボーカルを務めた）、チェット・アトキンス（1960年）、ジョニー・ティロットソン（1963年）、パーシー・スレッジ（1968年）、マーシー（1969年）、ボビー・ヴィントン（1972年）、フランキー・ヴォーンとケイ・シスターズ、ザ・ニュー・シーカーズ、ザ・ローチェス、ジェーン・オリヴァーらによるカバー・バージョンがある。